# Jack Shephard
Jack Shephard – jeden z bohaterów serialu Zagubieni. Gra go Matthew Fox.

## Przed katastrofą
Jack jest uzdolnionym chirurgiem, tak jak jego ojciec. Obaj pracują w tym samym szpitalu i Jack z przerażeniem zauważa, iż ojciec zaczyna pić oraz coraz częściej operuje po spożyciu alkoholu. W czasie jednej z operacji asystujący mu Jack zauważa, że podpity ojciec popełnia poważny błąd, doprowadzając do śmierci pacjentki, młodej kobiety. Namówiony przez ojca podpisuje fałszywy protokół pooperacyjny. Na konsylium, dowiadując się, że kobieta była w ciąży (co ojciec przed nim zataił), zmienia zdanie i postanawia powiedzieć prawdę o ojcu. W wyniku tego starszy mężczyzna traci licencję lekarza i wpada w alkoholizm. Umiera w czasie pobytu w Australii. Matka Jacka każe mu eskortować zmarłego ojca z Australii do domu. Jego ciało Jack transportuje pechowym samolotem do LA. Na wyspie Jack ma szereg bardzo realistycznych wizji ojca wabiącego go do dżungli. Wkrótce też odnajduje trumnę, jednakże nie ma w niej ciała. Ostatecznie wizje ustają i Jack przechodzi nad sprawą do porządku dziennego. Jack miał żonę Sarę. Uratował ją cudem po poważnym wypadku, co sprawiło, że ożenił się z nią. Po jakimś czasie Sara powiedziała mu, że ma kogoś innego i chce rozwodu.

## Na wyspie
Na wyspie młody i sprawny mężczyzna staje w jednym z organizatorów życia społeczności. Mimo że jest niezdecydowany i często rozhisteryzowany, zostaje niepisanym przywódcą, przynajmniej dla części rozbitków. Jest pierwszym, który rezygnuje z bezowocnego oczekiwania na ratunek i mobilizuje innych do urządzania życia na wyspie na dłuższą metę.
Jack wciąż nieoficjalnie przewodzi grupą rozbitków, aż do końca drugiego sezonu, kiedy to on, Sawyer, Kate i Hurley zostają uprowadzeni przez Innych. Jack przez pierwsze swoje dni u wroga przebywa w tajemniczym bunkrze, który prawdopodobnie znajduje się częściowo pod wodą. Przez te dni poznaje Juliet, którą najpierw traktuje jak śmiertelnego wroga (jak każdego z Innych). Wkrótce jednak zaczyna rozumieć, że nawet sytuacja wśród Innych może być skomplikowana. Stopniowo zaczyna jej ufać i darzyć ją sympatią.
Nie tylko Juliet, ale także reszta Innych zaczyna być coraz bliższa Jackowi. Zawiera pakt z Benem, że będzie mógł opuścić wyspę łodzią podwodną. Ten plan jednak nie dochodzi do skutku, gdyż Locke montuje tam ładunek wybuchowy, wskutek czego łódź wybucha.
Sytuacja się diametralnie zmienia, kiedy on i Juliet zostają porzuceni w dżungli przez resztę Innych i są znów skazani na dawne, dzikie życie. Wracają do starego obozu, gdzie Jack opiekuje się Juliet, mimo iż reszta rozbitków pozostaje nieufna. Podejmuje walkę z Innymi, nakazując Sayidowi, Jinowi i Bernardowi przygotowanie zasadzki, sam prowadzi resztę rozbitków do nadajnika. W trakcie wędrówki wyznaje miłość Kate. Po wyłączeniu systemu zagłuszającego sygnały z wyspy przez Charliego, udaje mu się skontaktować ze statkiem ratunkowym.
Czwarty sezon dla Jacka zaczyna się konfliktem z Johnem. Próbuje go nawet zabić. Po dyskusji między rozbitkami wszyscy dzielą się na dwie grupy: liderem jednej z nich jest właśnie Jack. Wraca na plażę i czeka na ratunek. Następnie on i Kate spotykają Daniela Faradaya – jednego z ekipy ratunkowej. Cała trójka wraca przez las szukając reszty z ekipy ratunkowej. Odnajdują Milesa i Franka z helikopterem. Od tego pierwszego Jack dowiaduje się o celu przybycia ich na wyspę, a jest to odnalezienie Bena. Doktor wysyła Sayida, Kate i Milesa po Charlotte, która została złapana przez Johna. Ostatecznie Charlotte zostaje wymieniona za Milesa, a Kate zostaje z Johnem z własnej woli. Jack wysyła Desmonda i Sayida na frachtowiec ekipy ratunkowej. Martwi się dlaczego na frachtowcu nikt nie odbiera jego telefonów, a helikopter długo nie wraca. Jack całuje Juliet podczas wyprawy do stacji Burza. Na plaży Jack zauważa ciało doktora z frachtowca – Raya. Komunikuje się ze statkiem. Załoga mówi, że doktor żyje. Doktor jest coraz bardziej zdesperowany. W końcu zmusza Daniela o powiedzenia prawdy – ekipa "ratunkowa" nie ma zamiaru uratować rozbitków. Kolejną przeszkodą jest zachorowanie Jacka i operacja wyrostka robaczkowego przeprowadzona przez Juliet.
Nagle helikopter przelatuje nad plażą. Jack razem z Kate wyrusza za nim. Po drodze spotyka Sawyera ostrzegającego go przed niebezpieczeństwem (ludzie z frachtowca zniszczyli miasto Innych, są niebezpieczni). Podróż kontynuuje tylko z nim. Dociera do helikoptera, gdzie znajduje przykutego kajdankami Franka. Następnie razem z Sawyerem ruszają po Hugona (będącego z Johnem i Benem), chcąc zabrać go z wyspy.

## Po wydostaniu się z wyspy
W drodze do Los Angeles Jack razem z Szóstką Oceanic wymyśla historyjkę, według której katastrofę przeżyło tylko 8 osób, które po katastrofie w morzu dopłynęły do małej wysepki Membata. Następnie, po 108 dniach, dopłynęli do wyspy Sumba, na której brzegu zostali znalezieni przez miejscowych rybaków. Na konferencji prasowej Jack zgadza się odpowiedzieć na kilka pytań.
Po krótkim czasie Jack zamieszkuje z Kate i wychowuje Aarona (dziecko Claire Littleton). Podczas pogrzebu jego ojca, Christiana, dowiaduje się od matki Claire, że jest jej przyrodnim bratem. Jednak Jack nie wyznaje, że spotkał Claire na wyspie.
W dalszej przyszłości pojawia się przed nim Benjamin Linus, oznajmiając że aby uratować tych którzy pozostali na wyspie, musi na nią wrócić wraz z wszystkimi innymi osobami które się z niej wydostały. Później Jack staje się zniszczonym przez życie alkoholikiem uzależnionym od leków. Próbuje popełnić samobójstwo. Ma zapuszczoną brodę i nie radzi sobie ze swoim życiem. Spotyka się z Kate, której wyznaje, iż muszą wrócić na wyspę. Dlatego ciągle podróżuje samolotem (np. do Tokio na drinka) dzięki złotej karcie w nadziei że samolot znowu się na niej rozbije.

## Po powrocie na wyspę
Po powrocie na wyspę Jack razem z Kate i Hugo trafiają do roku 1977. Spotykają tam Sawyera, który pełni ważną rolę w Inicjatywie DHARMA, gdyż w 1977 roku, członkowie DHARMY byli jeszcze na wyspie. Razem z Danielem Faradayem chcą odwrócić bieg wydarzeń i sprawić by samolot nie rozbił się na wyspie. Po śmierci Faradaya Jack działa razem z Sayidem. Po bójce z Sawyerem Jack mimo wszystko chce zdetonować bombę wodorową, jak mu kazał Faraday. Bomba zostaje wrzucona, jednak nie wybucha. W chwilę przed śmiercią detonuje bombę. W pierwszym i drugim odcinku szóstej serii, po obudzeniu dostrzega że nic się nie zmieniło, wybuch bomby nie dał oczekiwanych skutków. Po nieudanym ocaleniu Juliet, po namowie Hugona, wraz z Sawyerem, Kate, Jinem i Milesem zawozi Sayida do świątyni gdzie spotyka "tamtych". Jednocześnie pokazane jest, że Samolot Linii Oceanic Lot 815 po turbulencjach bezpiecznie wylądował w Los Angeles. Po wylądowaniu poznaje paru towarzyszy z wyspy.